# ریچارد برچال
ریچارد برچال (انگلیسی: Richard Birchall؛ زادهٔ ۱۸۸۷) بازیکن فوتبال اهل بریتانیا است.
از باشگاه‌هایی که در آن بازی کرده‌است می‌توان به باشگاه فوتبال کارلایل یونایتد، باشگاه فوتبال سنت هلنز تاون، و باشگاه فوتبال برادفورد سیتی اشاره کرد.